# Acroclisella perplexa
Acroclisella perplexa är en stekelart som beskrevs av Girault 1915. Acroclisella perplexa ingår i släktet Acroclisella och familjen puppglanssteklar. Inga underarter finns listade i Catalogue of Life.